# Кадрящие
«Кадрящие» (фр. Les dragueurs) — французский художественный фильм по рассказу Мориса Дельбеза. Премьера фильма состоялась 29 апреля 1959 года во Франции. 

## Сюжет
Субботний вечер. Фредди (Жак Шаррье) решает сегодня не встречаться с подружкой, узнав что она замужем, о чем и сообщает ей по телефону  в кафе. Свидетелями разговора становятся приятели  Фредди, которые в этот вечер так же как и он - свободны.  Втроем, на машине Фредди, они отравляются «охотиться» на девушек. Вскоре удача улыбнулась обоим приятелям, и они весело переговариваясь, держа за руки новых подружек уходят своим путем. Фредди  наблюдая за ними, задумчиво идет к своей машине, рядом с которой неожиданно останавливается девушка и резко выговаривает неловко пытающемуся завязать с ней разговор Жозефу (Шарль Азнавур).  Скромный банковский служащий, Жозеф, каждую субботу пытается найти себе подружку, но неловкость и стеснительность  не способствуют достижению цели, и обычный субботний вечер Жозефа заканчивается в кино. Узнав об этом, Фредди приглашает Жозефа с собой, прокатиться по вечернему Парижу, а заодно и дать пару уроков мастерства по знакомству с девушками и «охоте». Ведь где одна, рядом и другая. Жозеф принимает приглашение и они вместе отправляются на поиски того, что порой найти непросто.

## В ролях
| Актёр          | Роль              |
| -------------- | ----------------- |
| Жак Шаррье     | Фредди            |
| Шарль Азнавур  | Жозеф Бувайер     |
| Дани Робен     | мадам Дениз       |
| Дани Каррель   | Даду              |
| Анук Эме       | Анна Готье        |
| Эстелла Блен   | Сильвен           |
| Белинда Ли     | Гислейн           |
| Николь Берже   | Франсуаза         |
| Вероник Нордей | девочка-подросток |
| Ингеборг Шёнер | Моника            |
| Маргит Саад    | Ингрид            |
| Жерар Дарьё    | приятель Фредди   |
| Жан Рокель     | приятель Фредди   |
| Жерар Хоффман  | Марко             |

## Премьеры и прокат
Премьера фильма в США состоялась 2 мая 1960 года, в Нью-Йорке, под названием «The Chasers». А уже  1963 году,  в Лос-Анджелесе, фильм был выпущен под названием «The Girl Chasers».
В Японии премьера фильма прошла 22 октября 1959 года.
За время проката во Франции было продано 1 501 500 билетов. (во Франции учет ведется в реализованных билетах,   количестве зрителей).